# Jorquera-Gletscher
Der Jorquera-Gletscher (spanisch Glaciar Jorquera) ist ein Gletscher auf Greenwich Island im Archipel der Südlichen Shetlandinseln. Er fließt vom Ash Point in westlicher Richtung und mündet in die Discovery Bay.
Teilnehmer der 15. Chilenischen Antarktisexpedition (1960–1961) benannten ihn nach dem Expeditionsleiter Pedro Jorquera Goicolea.